# Brianna Hildebrand
Brianna Hildebrand (College Station, Texas, 14 de agosto de 1996) es una actriz estadounidense conocida por protagonizar la serie web Annie Undocumented, como Negasonic Teenage Warhead en la película de superhéroes Deadpool y como Aurora "Rory" en la serie de Netflix Lucifer.

## Carrera
Hildebrand apareció en la serie web Annie Undocumented, nombrada mejor serie web en New York TV Festival 2014. La serie fue creada por Daniel Hsia, Elaine Low y Brian Yang.
Hildebrand fue elegida como la superheroína Negasonic Teenage Warhead en la película Deadpool el 30 de marzo de 2015. La película fue rodada en Vancouver en abril de 2015, y estrenada el 12 de febrero de 2016.
En julio de 2017, Hildebrand se sumó al reparto principal de la temporada 2 de  The Exorcist.

## Filmografía

### Películas
| Año  | Título               | Papel                     | Notas        |
| ---- | -------------------- | ------------------------- | ------------ |
| 2015 | Prism                | Julia                     |              |
| 2015 | The Voice Inside     | Grace                     | Cortometraje |
| 2016 | First Girl I Loved   | Sasha                     |              |
| 2016 | Deadpool             | Negasonic Teenage Warhead |              |
| 2017 | Tragedy Girls        | Sadie Cunningham          |              |
| 2018 | Deadpool 2           | Negasonic Teenage Warhead |              |
| 2019 | Jugando con fuego    | Brynn                     |              |
| 2024 | Deadpool & Wolverine | Negasonic Teenage Warhead |              |

### Televisión
| Año       | Título             | Papel  | Notas            |
| --------- | ------------------ | ------ | ---------------- |
| 2014      | Annie Undocumented | Jen    | Serie web        |
| 2017      | El exorcista       | Verity | Elenco principal |
| 2019-2020 | Trinkets           | Elodie | Elenco principal |
| 2021      | Lucifer            | Rory   | Elenco principal |

## Premios y nominaciones
| Año  | Premios            | Categoría                   | Nominación | Resultado | Ref.   |
| ---- | ------------------ | --------------------------- | ---------- | --------- | ------ |
| 2016 | Teen Choice Awards | Choice Movie: Breakout Star | Deadpool   | Nom       | [ 10 ] |